# Ludmiła Sawieljewa
Ludmiła Michajłowna Sawieljewa (ros. Людми́ла Миха́йловна Саве́льева; ur. 24 stycznia 1942 w Leningradzie) – radziecka i rosyjska aktorka filmowa i teatralna.
Ukończyła Szkołę Baletową im. Waganowej w Leningradzie w 1962 i w tym samym roku podjęła pracę w Leningradzkim Państwowym Akademickim Teatrze Opery i Baletu im. S.M. Kirowa. Jest żoną aktora Aleksandra Zbrujewa.

## Wybrana filmografia
- 1967: Wojna i pokój (Война и мир) jako Natasza Rostowa[4]
- 1970: Słoneczniki (I girasoli) jako Masza[5][4]
- 1970: Mewa (Чайка) jako Nina Zarieczna[6]
- 1970: Ucieczka (Бег) jako Sierafima Korzuchina[6]
- 1973: Jeździec bez głowy (Всадник без головы) jako Luiza[6]
- 1978: Julia Wrewska (Юлия Вревская) jako Julia Wrewska[5]
- 1983: Był czwarty rok wojny (Шёл четвёртый год войны) jako kapitan Nadieżda Moroz[5]
- 1985: Sukces (Успех) jako Inna[5]
- 1986: Obca, Biała i Pstrokaty (Чужая белая и рябой) jako Ksenia[5]
- 1990: Czarna róża – znak smutku, czerwona róża – znak miłości (Чёрная роза — эмблема печали, красная роза — эмблема любви) jako matka Aleksandry[5]

## Odznaczenia
- Ludowy Artysta RFSRR (1985)[3]
- Zasłużony Artysta RFSRR (1969)[1][3]
- Order Czerwonego Sztandaru Pracy[3]
- Order Cyryla i Metodego I klasy (Bułgaria)[3]

## Źródła
- Ludmiła Sawieljewa w bazie IMDb (ang.)
- Людмила Савельева. w bazie kino-teatr.ru. (ros.).
- Савельева Людмила Михайловна. w bazie ruskino.ru. (ros.).
- Galina Dołmatowska, Irina Szyłowa: Sylwetki radzieckiego ekranu. przeł. z ros. Marek Dzierwajłło. Moskwa: Wydawnictwo Progress, 1980, s. 671-677. OCLC 749501837. (pol.).